# WR 25

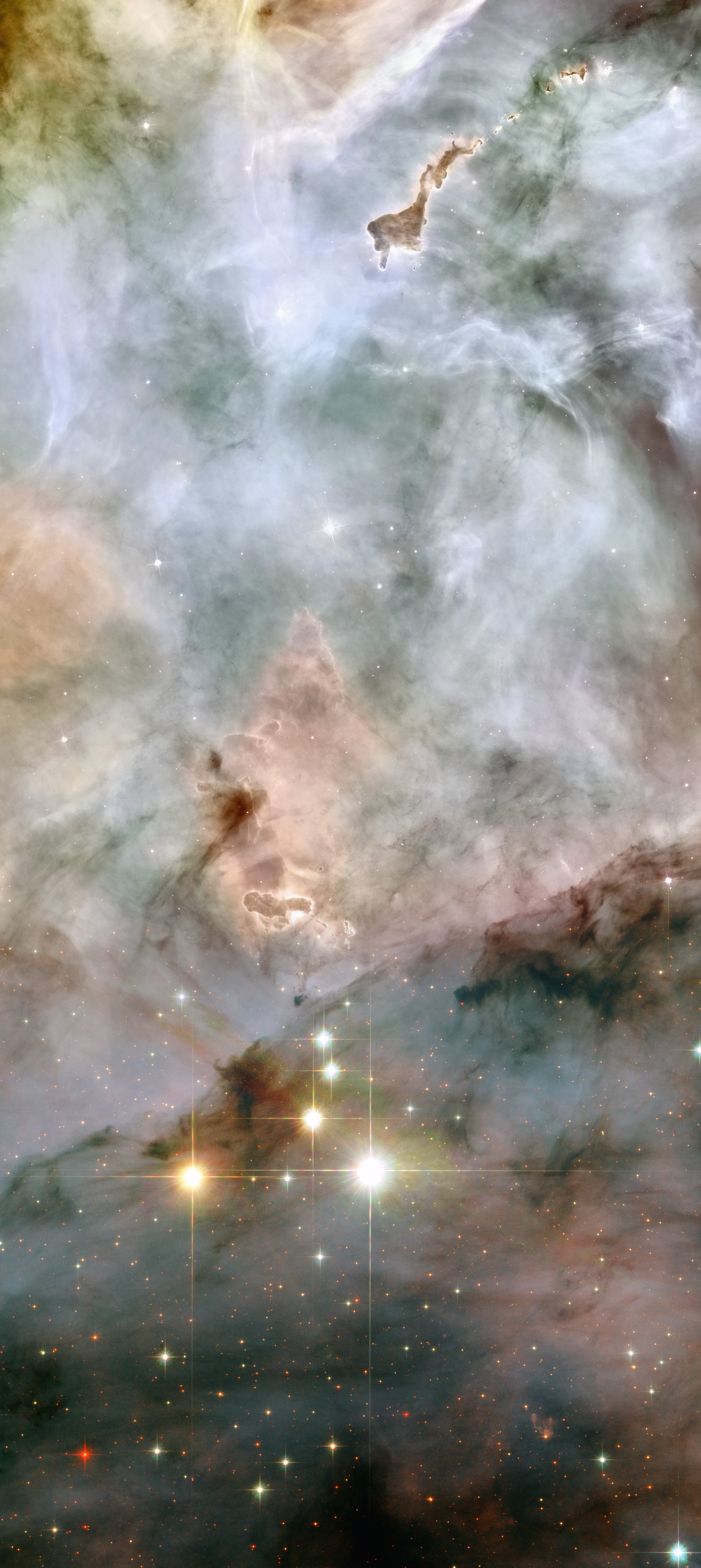
واي أر 25 هو ألمع نجم في الصورة (مزج صورة بصرية والأشعة تحت الحمراء من تلسكوب هابل الفضائي)

واي أر 25 أو أتش دي 93162 HD نجم ولف-رايت يقع في كوكبة القاعدة بجانب نجم إيتا القاعدة. في منطقة غنية بالسدم والسحب العملاقة التي تتجمع على بعد حوالي 8000 سنة ضوئية من الأرض في مجرة درب التبانة.
على الرغم من أن النجم مضيئ جدا لكن يبقى خارج عن الرؤية بالعين المجردة، هذا بسبب الغبار الكثيف والغيوم التي تحجبه. لكن يمكن ملاحظته في مجال الأشعة السينية والأشعة تحت الحمراء.

## خصائص
في تصنيف نجوم وولف-رايت، أتش دي 93162 يمتلك نوع طيفي WN6h + O4F يفترض ان يكون نجم ثنائي. سطوعه أكثر من 6 ملايين مرة من الشمس، يرشحه ليكون واحدا من أكثر النجوم المضيئة المعروفة في مجرتنا وثاني اقوى مصدر للأشعة السينية.
في دراسة أجريت عام 2008 رصدت تغيرات دورية لسرعته الشعاعية دلت عن وجود جرم رفيق باسم (WR e)، المرجح نجم ازرق بفترة مدارية تستغرق 208 يوما.